# NGC 2775
NGC 2775 (còn được gọi là Caldwell 48) là một thiên hà xoắn ốc không thanh với cấu trúc vòng nổi bật trong chòm sao Cự Giải. Thiên hà này có một khối phình và nhiều nhánh xoắn ốc, trên đó có thể phát hiện được một vài vùng HII, ngụ ý sự hình thành sao gần đây. Nó được phát hiện bởi William Herschel vào năm 1783.
NGC 2775 là thiên hà nổi bật nhất trong một nhóm thiên hà nhỏ được gọi là nhóm NGC 2775, một phần của Siêu sao Virgo, cùng với Nhóm Địa phương. Các thành viên khác của nhóm NGC 2775 bao gồm NGC 2777 và UGC 4781.
SN1993z là siêu tân tinh duy nhất được biết đã xảy ra trong NGC 2775 và là loại Ia vào ngày 23 tháng 9 năm đó với cường độ 13,9. Vào ngày 25, quang phổ thu được cho thấy nó đã đạt cực đại bốn tuần trước đó.

## Bộ sưu tập

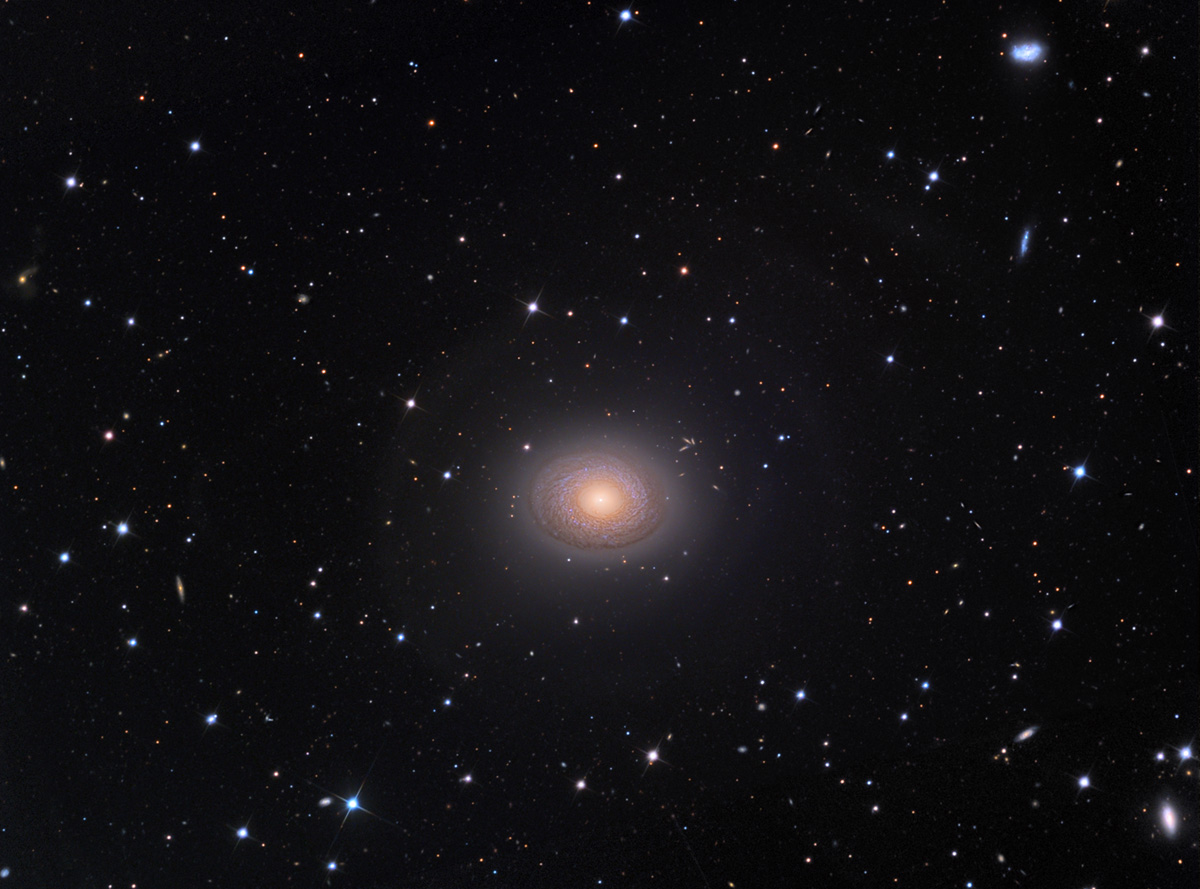
NGC 2775 chụp ảnh với kính viễn vọng 32 inch.
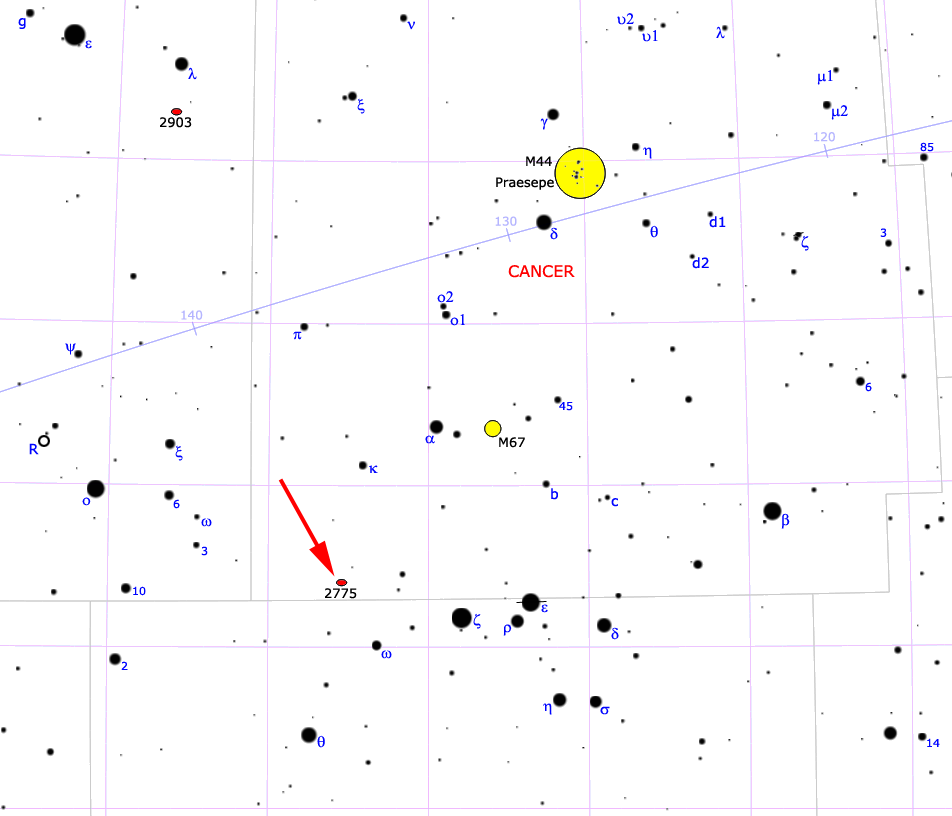
Bản đồ hiển thị vị trí của NGC 2775.